# Beauceville-Est
Beauceville-Est est une ancienne ville du Québec qui a été annexée à la ville de Beauceville en 1973, dans la MRC de Robert-Cliche (aujourd'hui Beauce-Centre) et dans la région administrative de la Chaudière-Appalaches.

## Toponyme
Le nom fait référence à sa situation géographique avec la ville de Beauceville, le nom de cette dernière provenant du fait qu'il s'agissait de la première municipalité de la Beauce à obtenir le statut de ville.

## Administration
| Période | Période | Identité                 | Étiquette | Qualité                                                                                     |
| ------- | ------- | ------------------------ | --------- | ------------------------------------------------------------------------------------------- |
| 1930    | 1934    | Henri-René Renault       |           | Également député de la circonscription électorale provinciale de Beauce de 1939 a 1944      |
| 1934    | 1938    | Joseph Henri Des Rochers |           | Également maire de la ville de Beauceville de 1926 à 1930, de 1932 à 1934 et de 1942 à 1944 |
| 1938    | 1942    | Josaphat Poulin          |           |                                                                                             |
| 1942    | 1947    | Caïus Roy                |           | Également maire de la ville de Beauceville en 1932                                          |
| 1947    | 1952    | Alfred Jolicoeur         |           |                                                                                             |
| 1952    | 1953    | Caïus Roy                |           | Également maire de la ville de Beauceville en 1932                                          |
| 1953    | 1959    | Paul Giguère             |           |                                                                                             |
| 1959    | 1960    | Laurent Mathieu          |           |                                                                                             |
| 1960    | 1971    | Jacques Renault          |           |                                                                                             |
| 1971    | 1973    | Réal Bernard             |           | Également maire de la ville de Beauceville de 1973 à 1977                                   |

## Chronologie
- 4 avril 1930 : Érection de la ville de Beauceville-Est de la scission de la ville de Beauceville.
- 14 avril 1973 : La ville de Beauceville-Est est annexée à la ville de Beauceville.

## Démographie
| 1941  | 1951  | 1956  | 1961  | 1966  | 1971  |
| ----- | ----- | ----- | ----- | ----- | ----- |
| 1 251 | 1 573 | 1 740 | 1 920 | 2 222 | 2 192 |